# Veder (geslacht)
Veder is een Rotterdams redersgeslacht.

## Geschiedenis
De bewezen stamreeks begint met John Vether die voor 1753 overleed. Zijn zoon Robert (Rob) Vether of Veder werd geboren in Lerwick, de grootste plaats van de Schotse Shetlandeilanden. Uit de meest zuidelijke parish van de eilanden, het aan Lerwick grenzende Dunrossness, kwam Helen Youngh of Young, waar Rob in 1753 te Rotterdam trouwde. Een jaar later werd zoon John geboren en in 1757 dochter Helen. John Veder (1754-1833) werd kapitein ter koopvaardij en daarna koopman te Rotterdam. Zijn nageslacht werd veelal reder en trouwde met andere  belangrijke Rotterdamse reders- en handelsgeslachten.

## Enkele telgen
John Vether (Veder) (1754-1833), kapitein ter koopvaardij en daarna koopman te Rotterdam
- Jan Robert Veder (1796-1889), koopman, reder en vicevoorzitter van de Kamer van Koophandel te Rotterdam
  - John Veder (1825-1896), koopman en reder
  - Jan Robert Veder (1833-1872),  koopman en reder
  - Lucas Willem Veder (1837-1918), lid fa. Hudig & Blokhuijzen, later Hudig & Veder, reders te Rotterdam, lid van de Kamer van Koophandel te Rotterdam, viceconsul van Italië
- Hoyte Veder (1801-1880), koopman
  - Jan Hoyte Veder (1846-1936), president-directeur van de bijbank van De Nederlandsche Bank en vicevoorzitter van de Kamer van Koophandel te Rotterdam
    - Henriette Veder (1871-1923); trouwde in 1891 met Jacobus van Hoboken (1866-1946), lid fa. A. van Hoboken, bankiers te Rotterdam, lid van de Kamer van Koophandel te Rotterdam, telg uit het geslacht Van Hoboken
    - Jan Constantijn Veder (1872-1930), lid fa. Hudig & Veder, reders, en voorzitter van de Kamer van Koophandel te Rotterdam, consul van Peru
      - Willem Veder (1910-2001), cargadoor
        - Helena Catharina Geertruida (Heleen) Veder (1943); trouwde met Gerrit Antonie Lamaison van den Berg, ambachtsheer van Heenvliet (1939-2018)

    - Anthony Veder (1879-1928), directeur fa. A. van Hoboken & Co., bankiers te Rotterdam, consul van Salvador; trouwde in 1907 met Maria Johanna van Hoboken (1884-1964), telg uit het geslacht Van Hoboken
      - Catharina Elizabeth Veder (1908-2001); trouwde in 1930 met haar volle neef Jan Hoyte van Hoboken (1893-1970), bankier, lid fa. A. van Hoboken & Co, zoon van Henriette Veder (1871-1923)
      - Anthony Veder (1914-1967), reder, lid fa. Anthony Veder & Co., grondlegger van de Anthony Veder Group

  - William Veder (1851-1937), lid fa. Michelson & Veder, commissionairs te Rotterdam
  - Ds. Hendrik Hoyte Veder (1853-1913), gereformeerd predikant
    - Cornelia Maria Elizabeth Veder (1884-1953); trouwde in 1907 met Johan Hendrik van Zelm van Eldik (1880-1922), lid van de firma Van Stolk & Reese, papierhandel te Hillegersberg
      - Jan Albertus van Zelm van Eldik (1912-2012), publicist en kenner op het gebied van de faleristiek
- Hendrik Veder (1804-1869), zeilmaker en reder, grondlegger van de Hendrik Veder Group, trouwde met J.H. van Hattem[3]
  - Jan Veder (1833-1872), koopman te Rotterdam
    - Cornelis Jan Veder (1861-1902), lid fa. Van Straalen, Monsieur & Erkelens, wijnkopers te Schiedam
      - Jan Veder (1886-1939), tandarts
        - Mr. Cornelis Jan Veder (1910-1987), rechter; trouwde in 1947 met Elizabeth Smit (1921-2020), staatssecretaris van Volksgezondheid en Milieuhygiëne en lid Eerste Kamer der Staten-Generaal, lid van het redersgeslacht Smit

      - Wilhelmina Jacoba Veder (1887-1971); trouwde in 1909 met Augustinus Josephus Antonius Petrus Maria baron van Rijckevorsel, heer van Rijsenburg (1878-1927), burgemeester; trouwde in 1917 met jhr. Everhard Johan van Lidth de Jeude (1890-1932), journalist
      - Hendrik Veder (1889-1939), lid zeilmakerij fa. H. Veder te Rotterdam
        - Ellen Alida Henriette Wilhelmina Veder (1914-2011); trouwde in 1944 met Pieter Jan van der Giessen (1918-1993), directeur N.V. C. van der Giessen & Zonen Scheepswerven te Krimpen aan den IJssel

    - Jan Veder (1865-1930), kunstverzamelaar

  - Hendrik Veder (1841-1894)[3], reder en zeilmaker, schilder van zee- en strandgezichten[4]
- Dr. Willem Robert Veder (1808-1882), Nederlands-Hervormd predikant, tweelingbroer van Aart[5]
  - Tonia Veder (1834-1871); trouwde in 1858 met Adriaan Holtzman (1829-1905), assuradeur, daarna directeur-oprichter van de Beiersch Bierbrouwerij De Amstel te Amsterdam
  - Constance Veder (1850-1895); trouwde in 1877 met Hendrik Marius Wesseling (1839-1915), burgemeester
  - Mr. William Robert Veder (1854-1929), gemeente-archivaris van Amsterdam
- Mr. dr. Aart Veder (1808-1862), advocaat en publicist;[6] trouwde in 1845 te Arnhem met G.M.C. Balck.[7]

Geslachten die opgenomen zijn in het sinds 1910 verschijnende genealogische naslagwerk Nederland's Patriciaat. Lijst volgens opgave van het CBG Centrum voor familiegeschiedenis.
A · B · C · D · E · F · G · H · I · J · K · L · M · N · O · P · Q · R · S · T · U · V · W · Y · Z